# Just Stand Up!
Just Stand Up! est une chanson américaine, sortie en single dans le cadre d’une action caritative par les quinze chanteuses Mariah Carey, Beyoncé, Sheryl Crow, Fergie, Miley Cyrus, Mary J. Blige, Rihanna, Melissa Etheridge, Ashanti, Natasha Bedingfield, Keyshia Cole, Ciara, Leona Lewis, LeAnn Rimes et Carrie Underwood.

## Performers (par ordre d'apparition)
- Beyoncé
- Carrie Underwood
- Rihanna
- Sheryl Crow (seulement en version studio)
- Fergie
- Leona Lewis
- Keyshia Cole
- Miley Cyrus
- LeAnn Rimes (seulement en version studio)
- Natasha Bedingfield
- Melissa Etheridge (seulement en version studio)
- Mary J. Blige
- Ciara
- Mariah Carey
- Ashanti
- Nicole Scherzinger (seulement en version live)

## Liste des pistes
1. Just Stand Up!
2. Just Stand Up! (Live Video)

## Crédits
Informations issues et adaptées du site discogs.
- Kenneth "Babyface" Edmonds : auteur, compositeur, producteur, claviers, programmations, guitare acoustique, basse
- Ronnie "Preach" Walton : auteur, compositeur, coproducteur, claviers, programmations
- Antonio "LA" Reid : producteur, producteur exécutif
- Kenya Ivey : choriste
- Paul Boutin : enregistrement et mixage
- Alejandro Venguer, Brian Garten, Marcos Tovar : enregistrement additionnel

## Classements
| Chart (2008)              | Meilleure position |
| ------------------------- | ------------------ |
| Australian Singles Chart  | 39                 |
| Austrian Singles Chart    | 73                 |
| Canadian Hot 100          | 10                 |
| Italian Singles Chart     | 7                  |
| Japanese Singles Chart    | 85                 |
| New Zealand Singles Chart | 19                 |
| Swedish Singles Chart     | 51                 |
| UK Singles Chart          | 26                 |
| US Billboard Hot 100      | 11                 |
| US Hot R&B/Hip-Hop Songs  | 57                 |
| US Pop 100                | 18                 |